# Iglesia de San Francisco Javier (Kaunas)
La Iglesia de San Francisco Javier (en lituano:  Šv. Pranciškaus Ksavero bažnyčia) está situada en el casco antiguo de Kaunas, Lituania. La iglesia dedicada a San Francisco Javier fue construida en la plaza del ayuntamiento, en la parte vieja de Kaunas por parte de los jesuitas. Estos abrieron su primera residencia en Kaunas en 1642 y establecieron una capilla en la Cámara de Perkūnas en 1643. Más tarde, también fundaron una primera  escuela en la ciudad en 1649. La construcción de la iglesia comenzó en 1666, y fue consagrada en 1722.